# Болгарский бизнес-блок
Болгарский бизнес-блок (болг. Български бизнес блок, БББ) — болгарская либеральная политическая партия, созданная известным спортсменом и политиком Жоржем Ганчевым в 1990 году.

## История
24 ноября 1990 года Союз за экономическую инициативу граждан (болг. Съюз за стопанска инициатива на гражданите, ССИГ) создаёт партию Болгарский бизнес-блок. 10 декабря 1990 года в Софии прошёл учредительный съезд новой болгарской партии, а уже 22 января 1991 года она была зарегистрирована соответствии с Законом о политических партиях. Сама себя новая партия позиционировала как организацию «свободных предприимчивых людей, которые верят в ценности либерализма, демократии, экономического и технического прогресса». С самого начала БББ ориентировался на поддержку людей, занятых в собственном бизнесе.
23 февраля 1991 года состоялся II съезд БББ, завершившийся расколом партии. Часть партийных руководителей, недовольных переизбранием на пост председателя Жоржа Ганчева, оспорили законность и съезда и его решений. Позднее, недовольные Ганчевым, покинули организацию и создали Болгарскую бизнес-партию (болг. Българска бизнес партия, ББП).
13 октября 1991 года БББ впервые в своей истории принял участие в парламентских выборах. Дебют оказался неудачным, партия смогла набрать лишь 1,3 % голосов и заняла лишь девятое место, не преодолев четырёхпроцентный заградительный барьер.
В январе 1992 года БББ принял участие в президентских выборах, выдвинув кандидатом на пост главы государства своего лидера Жоржа Ганчева. Эти выборы для партии оказались гораздо более удачными. Ганчев сумел набрать 16,78 % голосов и занял в итоге третье место, только лидеру правящего Союза демократических сил (СДС) Желю Желеву, ставшему в итоге президентом, и правоведу Велко Вылканову, которого поддерживала бывшая правящая Болгарская социалистическая партия (БСП).
В январе 1993 года была опубликована новая партийная программа, названная «За гражданское общество, государство и государственные институты». Согласно программе, базовыми ценностями БББ признавались свобода, солидарность и справедливость. Партия выступала за плюралистическое общество, парламентский режим и республиканскую форму правления, рыночную экономику, приватизацию, свободу сельскохозяйственных объединений, многообразие форм собственности, новую налоговую политику, приоритетное развития прибыльных отраслей экономики, содействие отечественному бизнесу, привлечение иностранных инвестиции и другое.
Парламентские выборы в декабре 1994 года, в которых БББ принял участие как партия умеренного центристского типа, были на этот раз успешными. Бизнес-блок собрал 4,73 %, сумев тем самым преодолеть заградительный барьер и получить 13 мест в парламенте. Фракцию партии возглавил её председатель Жорж Ганчев, впрочем, ненадолго. 13 апреля 1995 года Конституционный суд досрочно прекратил депутатские полномочия Ганчева из-за наличия у него двойного гражданства (Болгарии и США).
В конце 1995 года три депутата Народного собрания от БББ, Иво Трайков, Николай Кисёв и Орлин Драганов, вышли из организации и создали свою партию «Новая демократия», вызвав тем самым новый раскол в рядах Бизнес-блока.
В октябре 1996 года состоялись очередные президентские выборы. БББ вновь выдвинул своего лидера Жоржа Ганчева, сумевшего как и четырьмя годами ранее занять третье место, получив 21,87 % голосов. В ходе предвыборной кампании Ганчев в интервью газете «Континент» обвинил действующего президента Желю Желева в национальном предательстве.
На парламентских выборах в октябре 1997 года Бизнес-блок вновь преодолел заградительный барьер, набрав 4,93 % голосов и 12 мест в парламенте. Председатель партии Ганчев стал главой депутатской группы Бизнес-блока и возглавил парламентский комитет по радио, телевидению и связи.
Лето и осенью 1997 года для БББ ознаменовались серьёзным расколом руководстве партии, в том числе и на личной основе. Часть руководства и членов депутатской группы Бизнес-блока во главе с Христо Ивановым обвинили Жоржа Ганчева в диктаторском стиле руководства, принятии самоличных решений без консультаций с другими членами руководстве, сближении с БСП и обострения отношений с СДС. Постепенно разногласия стали проявляться по всем вопросам и привели к самому серьёзному в истории партии расколу.
2 ноября 1997 года состоялись сразу два внеочередных съезда БББ. Сторонники Жоржа Ганчева провели свой 4-й внеочередной Конгресс в Варне, переизбрав его на пость председателя. Остальная часть Бизнес-блока провела свой съезд в Софии и избрала его председателем Христо Иванова. Парламентская группа БББ также развалилась. Несколько депутатов от Бизнес-блока объявили себя независимым. В марте 1998 года два депутата от БББ перешли в парламентскую группу «Евролевые». Христо Иванов обратился в суд, рассчитывая в судебном порядке решить какой из двух съездов является легитимным и какая из двух конфликтующих групп имеет право носить название Болгарский бизнес-блок. 2 апреля того же 1998 года Бизнес-блок Ганчева подписал соглашение о сотрудничестве с БСП, а группа Иванова объявила о намерении сотрудничать с СДС. Тем временем, опросы общественного мнения показывали значительное снижение политического престижа партии и её влияния в обществе.
В феврале 1999 года Апелляционный суд Софии признал нелегитимным съезд БББ Ганчева в Варне, так как на нём были представлены только 2 региона из 28. Между тем, Софийский окружной суд признал законным съезд в Софии и избрание новым председателем партии Христо Иванова.
В начале марта 1999 года сторонники Жоржа Ганчева объявили, что сформируют свою бизнес-партию с новым наименованием и новым лидером вместо Ганчева. Сам Ганчев создал новое объединение — Политический блок Жоржа Ганчева
Парламентские выборы в июне 2001 года для БББ Христо Иванова завершились полным фиаско, партия смогла получить всего 162 голоса. Блок Жоржа Ганчева выступил лучше, но ненамного, набрав 0,38 % голосов. В октябре того же 2001 года Ганчев вновь, уже в третий раз принял участие в президентских выборах, занял пятое место, собрав 3,4 %.
После фиаско на выборах 2001 года Болгарский бизнес-блок Христо Иванова прекратил своё существование, а Жорж Ганчев на время оставил политическую деятельность.

## Руководство
Руководящие органы: Конгрес, Национальный совет, Исполнительный совет, Контрольный совет.
Председателем БББ с момента создания и до начала 1999 года был Жорж Ганчев. Позднее его сменил Христо Иванов.

## Участие в выборах
| Год  | Голоса  | Δ        | %      | Δ       | Мандаты | Δ       | Место |
| ---- | ------- | -------- | ------ | ------- | ------- | ------- | ----- |
| 1991 | 73 379  | Впервые  | 1,29%  | Впервые | 0       | Впервые | 9-е   |
| 1992 | 854 108 | Впервые  | 16,78% | Впервые | —       | —       | 3-е   |
| 1994 | 245,951 | ▲172 572 | 4,67%  | ▲3,38   | 13      | ▲13     | 5-е   |
| 1996 | 937 686 | ▲83 578  | 21,87% | ▲5,09   | —       | —       | 3-е   |
| 1997 | 209 796 | ▼36 155  | 4,93   | ▲0,26   | 12      | ▼1      | 5-е   |
| 2001 | 160     | ▼209 670 | 0      | ▼4,93   | >0,00   | ▼12     | 34-е  |